# منتخب تونس تحت 20 سنة لكرة القدم
منتخب تونس الوطني تحت 20 سنة، هو منتخب كرة قدم يمثل تونس في منافسات كرة القدم تحت 20 سنة، وهو تابع إلى الجامعة التونسية لكرة القدم. منذ سنة 1977، شارك المنتخب التونسي في كأس الأمم الأفريقية تحت 20 سنة ثماني مرات، وثلاث مرات في كأس العالم للشباب.

## البطولات
- كأس الأمم الأفريقية تحت 20 سنة
  -  الوصيف: 1985
- دورة اتحاد شمال أفريقيا تحت 20 سنة
  -  البطل (9): 2005، 2007، 2009، 2012، 2019، 2020، 2021، 2022، 2023
  -  الوصيف: 2008، 2010، 2015
  -  الثالث: 2006
- كأس العرب للمنتخبات تحت 20 سنة
  -  البطل (1): 2012
  -  الوصيف: 2020
  -  الثالث: 2021

## مواضيع ذات صلة
- الجامعة التونسية لكرة القدم
- منتخب تونس لكرة القدم
- منتخب تونس لكرة القدم للمحليين
- منتخب تونس الأولمبي لكرة القدم
- منتخب تونس تحت 20 سنة لكرة القدم
- منتخب تونس تحت 17 سنة لكرة القدم
- منتخب تونس تحت 15 سنة لكرة القدم
- مشاركات تونس في كأس العالم
- مشاركات تونس في كأس الأمم الافريقية
- مشاركات تونس في بطولة أمم أفريقيا للمحليين